# Campoplex lusitanicus
Campoplex lusitanicus är en stekelart som beskrevs av Horstmann 1993. Campoplex lusitanicus ingår i släktet Campoplex och familjen brokparasitsteklar. Inga underarter finns listade.